# Amusnaw
Amusnaw (plurale imusnawen) è il termine cabilo che nella società tradizionale berbera della Cabilia designava il depositario del sapere orale di un villaggio o di una tribù. La parola proviene dalla radice del verbo ssen "sapere, conoscere".
Gli amusnaw costituivano una "catena" che trasmetteva di generazione in generazione i saperi tradizionali: non solo le opere letterarie come i grandi poemi o i detti e gli aforismi dei grandi del passato, ma anche gli eventi storici, le genealogie delle famiglie più prestigiose, le norme del diritto consuetudinario, ecc.
La "catena" ricordata da Mouloud Mammeri (1980) è:
- Mouh Aït Messaoud (XVIII-XIX secolo)
- Mohamed Arab Aït Chellal
- Mohand-ou-Ramdan Aït Nabet
- Arezki Aït Maammer (1830-1889)
- Salem Aït Maammer (1871-1972)
- Sidi Lounas (1885-1970)

Mouloud Mammeri, un personaggio-chiave della cultura berbera del XX secolo, era figlio dell'ultimo amusnaw degli At Yenni (teoricamente il penultimo, morto ultracentenario dopo il suo successore), e ha lasciato una descrizione approfondita della figura e dell'opera dell'amusnaw nella prefazione al suo volume di poesie cabile antiche (un'opera che fa di lui stesso un "amusnaw" di fatto, che ha trasmesso non più oralmente ma anche nello scritto il patrimonio giunto fino a lui).
La traduzione che Mammeri fa di amusnaw non è "sapiente" ma piuttosto "saggio": colui che ricerca la tamussni, la "conoscenza" ma anche la "saggezza". Secondo la sua analisi i membri della società tradizionale cabila si possono classificare in tre grandi categorie:
- argaz lâali, "un uomo per bene": colui che si conforma al leqwam, il retto comportamento: il minimo che si richieda ad ogni membro della società;
- argaz, "un (vero) uomo": colui che conosce e pratica i valori della taqbaylit ("la cabilità"), un complesso sistema di valori tipico della società cabila, basato sul senso dell'onore (nnif), che disciplina rigidamente i rapporti tra gli uomini, imponendo di dare ad ognuno il dovuto e di esigere ciò che spetta;
- amusnaw, il "saggio", colui che ricerca la tamussni, una saggezza che travalica la cultura locale e può estendersi a comprendere anche le culture più lontane e, a prima vista, estranee e ostili. "La tamussni non conosce frontiere" dice infatti M. Mammeri.

Il ruolo dell'amusnaw non era solo quello del semplice ripetitore. Oltre ad un'ottima memoria, un amusnaw doveva avere anche uno spirito pronto e una capacità di comporre a sua volta opere letterarie orali, spesso improvvisando. Non di rado la visita di un amusnaw estraneo, ancorché ben vista per la possibilità di condividere esperienze e conoscenze diverse, era anche un momento di sfida per l'intera collettività, che si vedeva rappresentata, dal proprio amusnaw in una inevitabile tenzone poetica in cui i due uomini di cultura non si risparmiavano colpi, a suon di metafore e parole eleganti ("due leoni che lottano col latte e col miele" è la definizione che di queste tenzoni dà un noto indovinello cabilo). E la storia ricorda diversi casi di amusnaw di una certa età che, dopo avere concluso l'addestramento di un giovane successore, dichiaravano di sentirsi finalmente tranquilli perché se fossero mancati il villaggio avrebbe potuto contare su qualcuno in grado di rispondere degnamente a questo tipo di sfide.
Un compito molto importante dell'amusnaw era anche quello di fungere da punto di riferimento per la collettività nei momenti di smarrimento, quando improvvisi cambiamenti (come quelli portati dal colonialismo europeo) proponevano sfide insolite, cui l'uomo comune non sapeva far fronte. Per questo, secondo Mammeri, un poeta come Si Mohand ou-Mhand, ancorché non insignito ufficialmente di questo titolo, poteva considerarsi de facto un amusnaw, perché, come quest'ultimo, "operava questa reintegrazione dell'inedito in un codice accessibile, ristabilendo, col verbo e nell'ambito dei segni, un ordine cui la realtà faceva violenza" (1980: 52)."